# Bimota HB4
La Bimota HB4 è una motocicletta da competizione con telaio disegnato dalla casa motociclistica italiana Bimota, per partecipare alla classe Moto2 del motomondiale.

## Il contesto
Con questo modello l'azienda italiana nel 2010 ritorna alle competizioni motociclistiche fornendo alcune squadre partecipanti alla Moto2.
Come da regolamento della classe Moto2, monta un propulsore fornito dalla Honda e derivato dalla CBR600RR.

## Risultati sportivi
Durante la prima annata di gare il miglior risultato ottenuto da un pilota equipaggiato dalla HB4 è stato il quarto posto nel GP d'Olanda di Ratthapark Wilairot. Lo stesso pilota thailandese è risultato il miglior ed unico piazzato con questa moto, posizionandosi al 22º posto nella classifica generale con 30 punti. Sempre con gli stessi 30 punti la Bimota ha ottenuto la decima posizione tra i costruttori.
Nel 2011 non partecipa alle competizioni, mentre nel 2012 gareggia senza ottenere punti.